# Grevillea granulosa
Grevillea granulosa är en tvåhjärtbladig växtart som beskrevs av Mcgill.. Grevillea granulosa ingår i släktet Grevillea och familjen Proteaceae. Inga underarter finns listade i Catalogue of Life.